# Salomonotettix overbecki
Salomonotettix overbecki är en insektsart som först beskrevs av Günther, K. 1939.  Salomonotettix overbecki ingår i släktet Salomonotettix och familjen torngräshoppor. Inga underarter finns listade i Catalogue of Life.